# Mai Ratima
Pour plus de détails, voir Fiche technique et Distribution.
Mai Ratima (마이 라띠마) est un film sud-coréen réalisé par Yu Ji-tae, sorti en 2013.
Le film met en scène la dérive de deux personnes en situation précaire.

## Synopsis
Mai Ratima travaille dans une entreprise de confection de vêtements du frère de son mari. Son mariage arrangé pour son visa de travail lui a permis de venir de la Thaïlande. Elle n'a pas envoyé d'argent à sa famille depuis 6 mois à sa famille. Tous les membres de la famille l'invectivent et abusent de sa situation précaire.
Soo-Young, Coréen, quant à lui réalise des petits larcins ici et là. Il peine à joindre les deux bouts. Il n'a pas fini ses études, a perdu sa petite amie. En situation d'échec total, il rêve d'une situation plus confortable. Il ne peut pas renouveler son permis de résidence.
Elle n'est plus payée. Au moment du renouvellement de son visa, alors qu'elle réclame son salaire, une invective démarre entre elle et son employeur. Il commence à la battre en face de l'administration des visas. Alors qu'il passait par là, Soo-Young vient en aide à Mai Ratima et se bat avec le frère de son mari. Mai lui reproche d'abord et finalement, ils s'enfuient tous les deux avec la moto du frère. Sur la plage, il décide finalement de se rendre à Séoul pour s'en sortir.
Aussi naïf l'un que l'autre, sans abris, à la dérive, leur situation se dégrade. Mai Ratima ne peut pas travailler, elle est enceinte. Soo-Young est récupéré par une hôtesse de bar qui en fait à la fois son jouet et son amant. Elle lui fournit un job dans un bar d'hôtes. Soo-Young disparaît de la vie de Mai Ratima. Elle s'insère dans la communauté des sans-abris de Séoul et tous les soirs va dormir sur des cartons dans le métro.
Mais leur histoire ne se termine pas tout à fait là.

## Fiche technique
- Titre : Mai Ratima
- Titre original : 마이 라띠마
- Réalisation : Yu Ji-tae
- Scénario : Yu Ji-tae
- Musique : Jo Young-Wook
- Producteurs : Hong Yeon-Jeong
- Distribution : Lotte Entertainment
- Photo : Lee Jung-Bae
- Pays d'origine :  Corée du Sud
- Langue : Coréen
- Durée : 126 min
- Dates de sortie[1] :
  -  Corée du Sud : 6 juin 2013
  -  Canada : 23 août 2013 (Festival des films du monde)

## Distribution
- Bae Soo-bin (Soo-Young)
- So Yoo-Jin (Young-Jin)
- Park Ji-Soo (Mai Ratima)